# Mulleripicus
Mulleripicus es un género de aves piciformes perteneciente a la familia Picidae, cuyos miembros son conocidos vulgarmente como picatroncos. Son propios del sur de Asia.

## Especies
Se han descrito las siguientes especies:
- Mulleripicus fulvus - picatroncos de Célebes;
- Mulleripicus funebris - picatroncos filipino;
- Mulleripicus pulverulentus - picatroncos pizarroso.